# McLaren Automotive
La McLaren Automotive, già McLaren Cars, è una casa automobilistica inglese, fondata nel 1985, che produce autovetture sportive ad alte prestazioni.

## Storia
La McLaren Automotive iniziò a produrre la Mercedes-Benz SLR McLaren per conto della Mercedes-Benz. Nel 2010 l'azienda si dichiarò indipendente e, nel 2011, cominciò a produrre la sua prima auto dai tempi della McLaren F1, la McLaren MP4-12C. Nel 2011 espanse la gamma con una versione roadster e con la produzione della serie limitata della McLaren P1. La gamma si ampliò ulteriormente nel 2014, con l'arrivo della McLaren 650S, e nel 2015 si è stravolta. La MP4-12C uscì di produzione, e arrivarono la McLaren 540C, la McLaren 570S e la serie limitata McLaren 675 LT. L'ultima ad essere stata presentata è la McLaren Senna, dedicata al campione brasiliano che vinse tre titoli in Formula 1 con la scuderia britannica.
I profitti dell'azienda continuano a salire, e l'azienda dichiara di voler presentare un modello all'anno.
Durante i primi giorni di novembre 2021 si sono rincorse voci, più volte smentite, su una probabile cessione dell'azienda ad Audi.

## Prodotti

### Gamma del 2024
- McLaren 765LT, versione più prestazionale della 720S, disponibile anche cabriolet.
- McLaren 750S, evoluzione della 720S, disponibile anche cabriolet.
- McLaren Artura, supercar ibrida disponibile anche cabriolet.
- McLaren GTS, evoluzione della GT

### Modelli fuori produzione
- McLaren F1, supercar che per molto tempo fu l'auto più veloce al mondo.
- McLaren MP4-12C, supercar disponibile anche cabriolet.
- McLaren 650S, sportiva disponibile anche cabriolet.
- McLaren 720S, berlinetta di dimensioni medie.
- McLaren 570S e 570GT, sportiva disponibile anche nelle versioni cabrio e GT.
- McLaren 540C, sportiva di dimensioni ridotte.
- McLaren 600LT, versione più prestazionale della 570S, disponibile anche cabriolet
- McLaren GT

### Serie limitate
- McLaren P1, sportiva ad alte prestazioni ibrida.
- McLaren P1 GTR, versione estrema della P1.
- McLaren 675 LT, sportiva in edizione limitata.
- McLaren Senna, sportiva in edizione limitata di 500 esemplari.
- McLaren Speedtail, sportiva ibrida in edizione limitata di 106 esemplari.
- McLaren Elva, barchetta in edizione limitata di 399 esemplari

### Collaborazioni con altre case
- Mercedes-Benz SLR McLaren.

## Galleria d'immagini

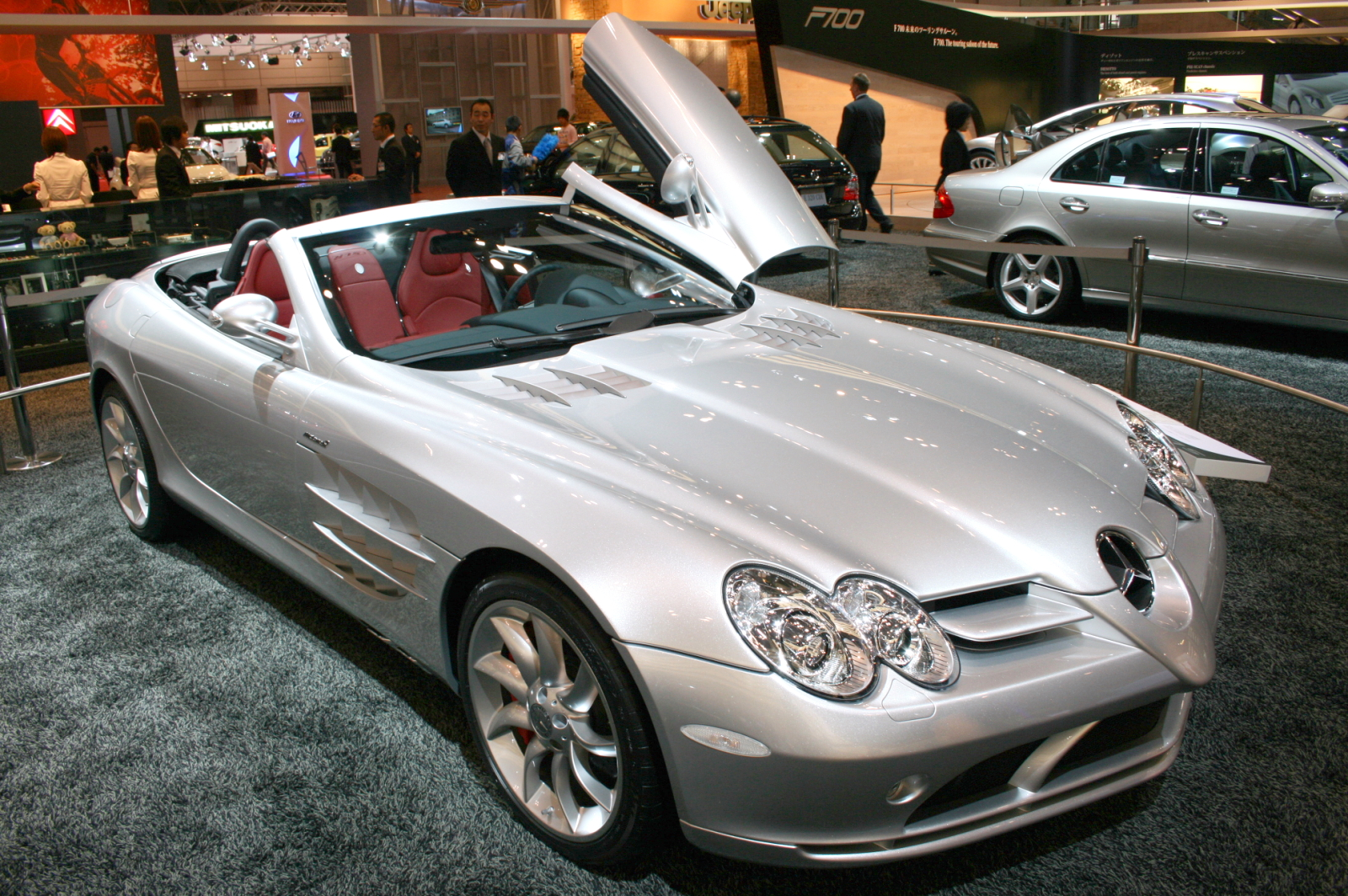
La Mercedes SLR
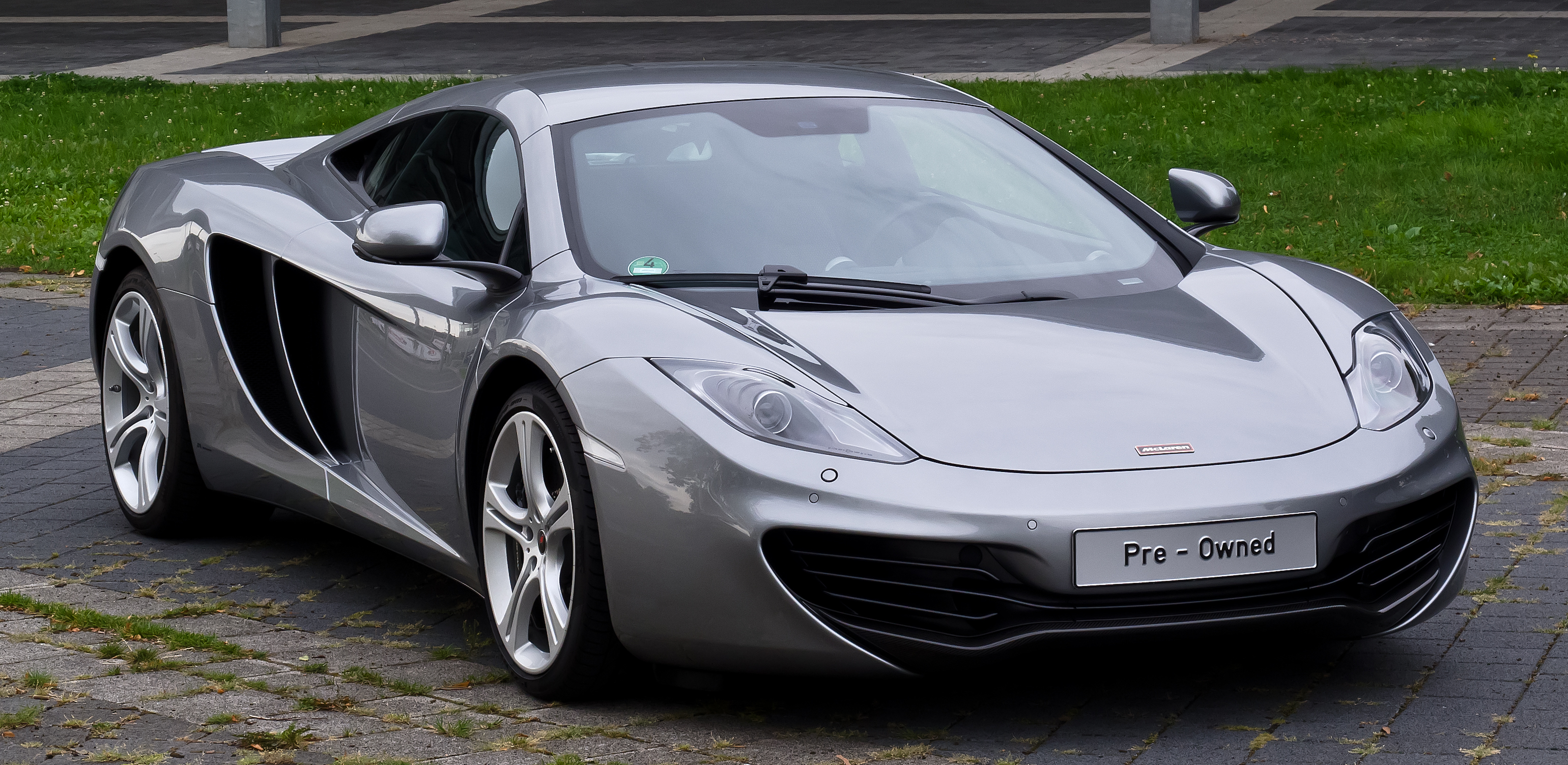
La MP4-12C
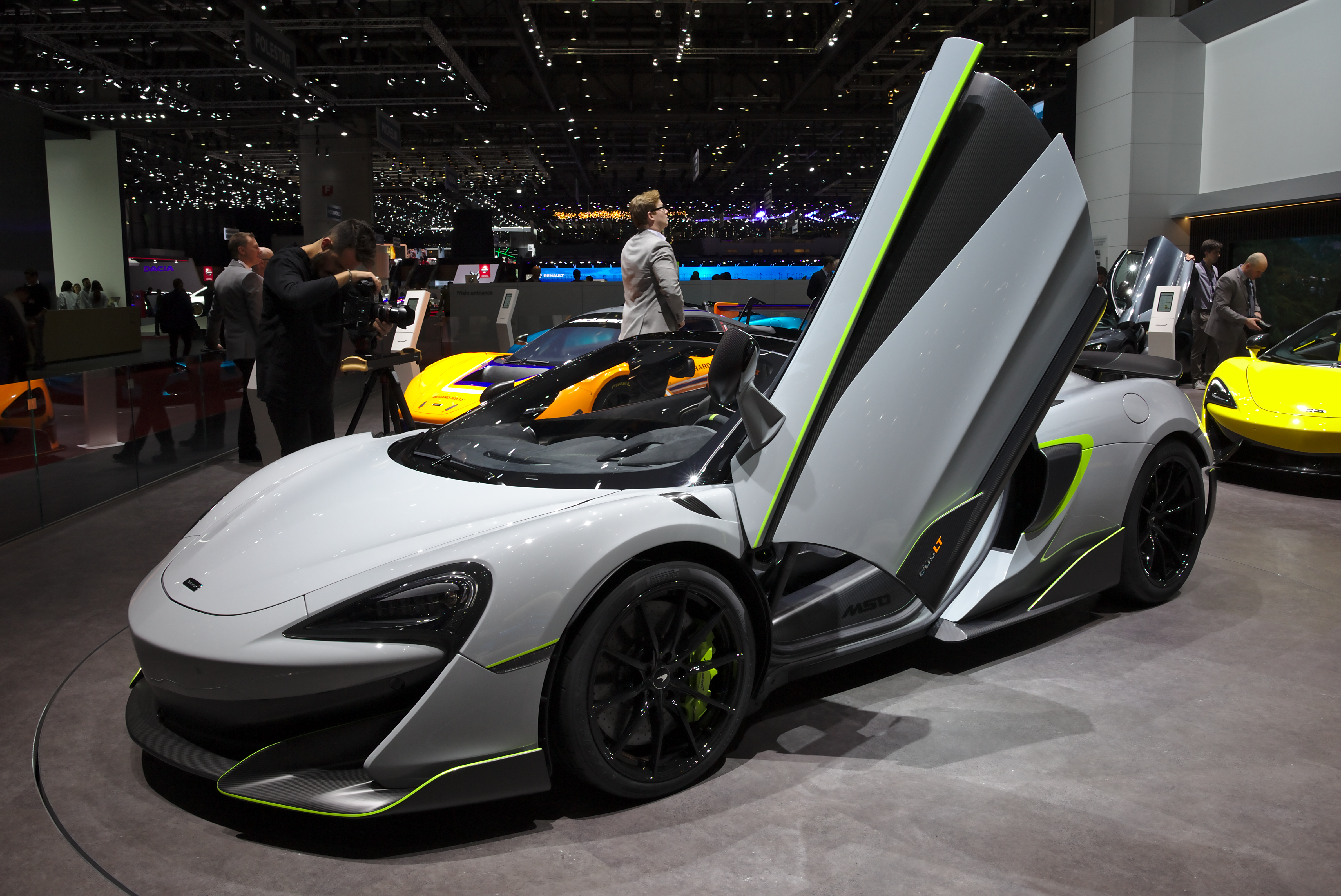
La McLaren 600LT Spider
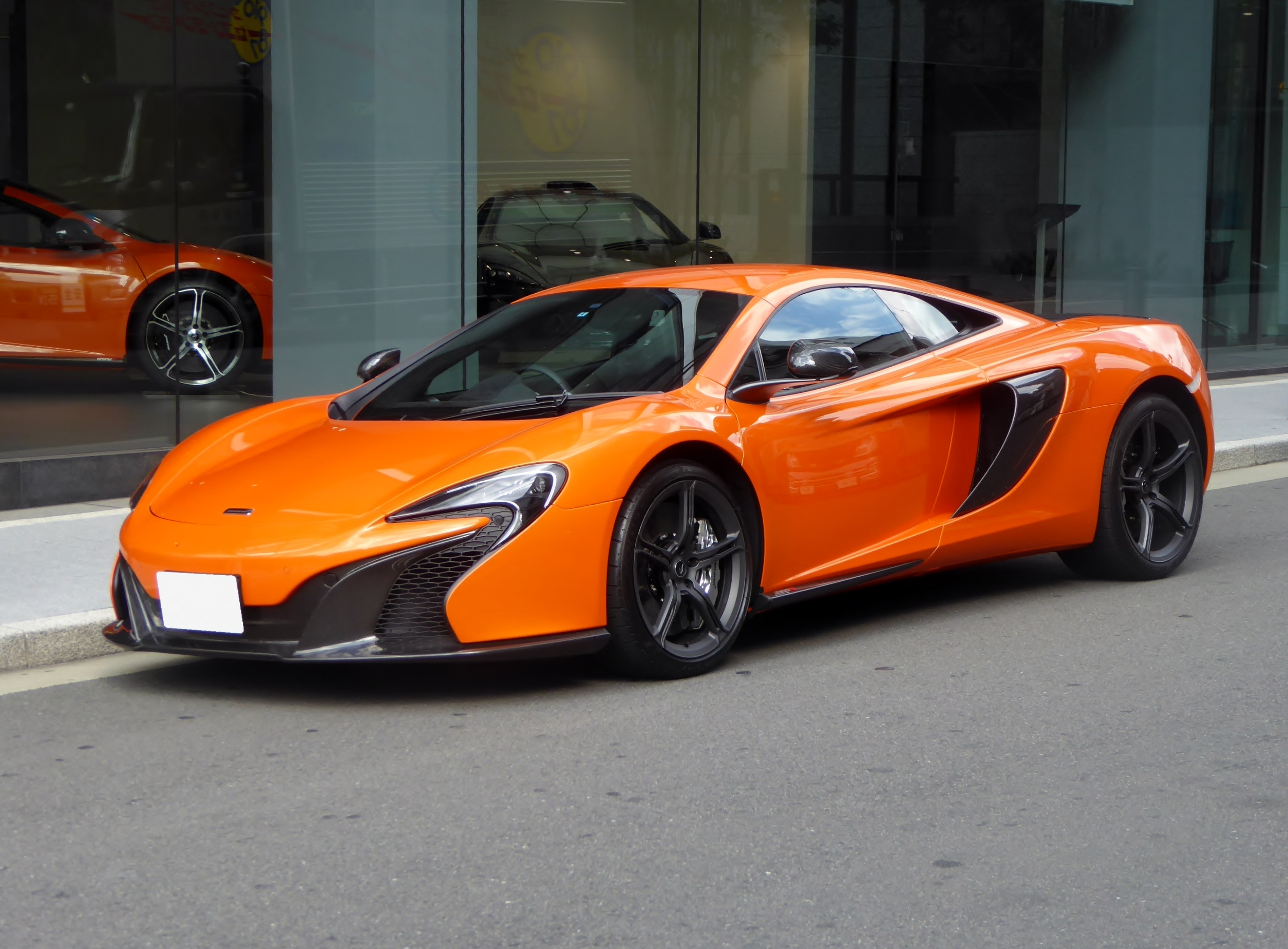
La 650S
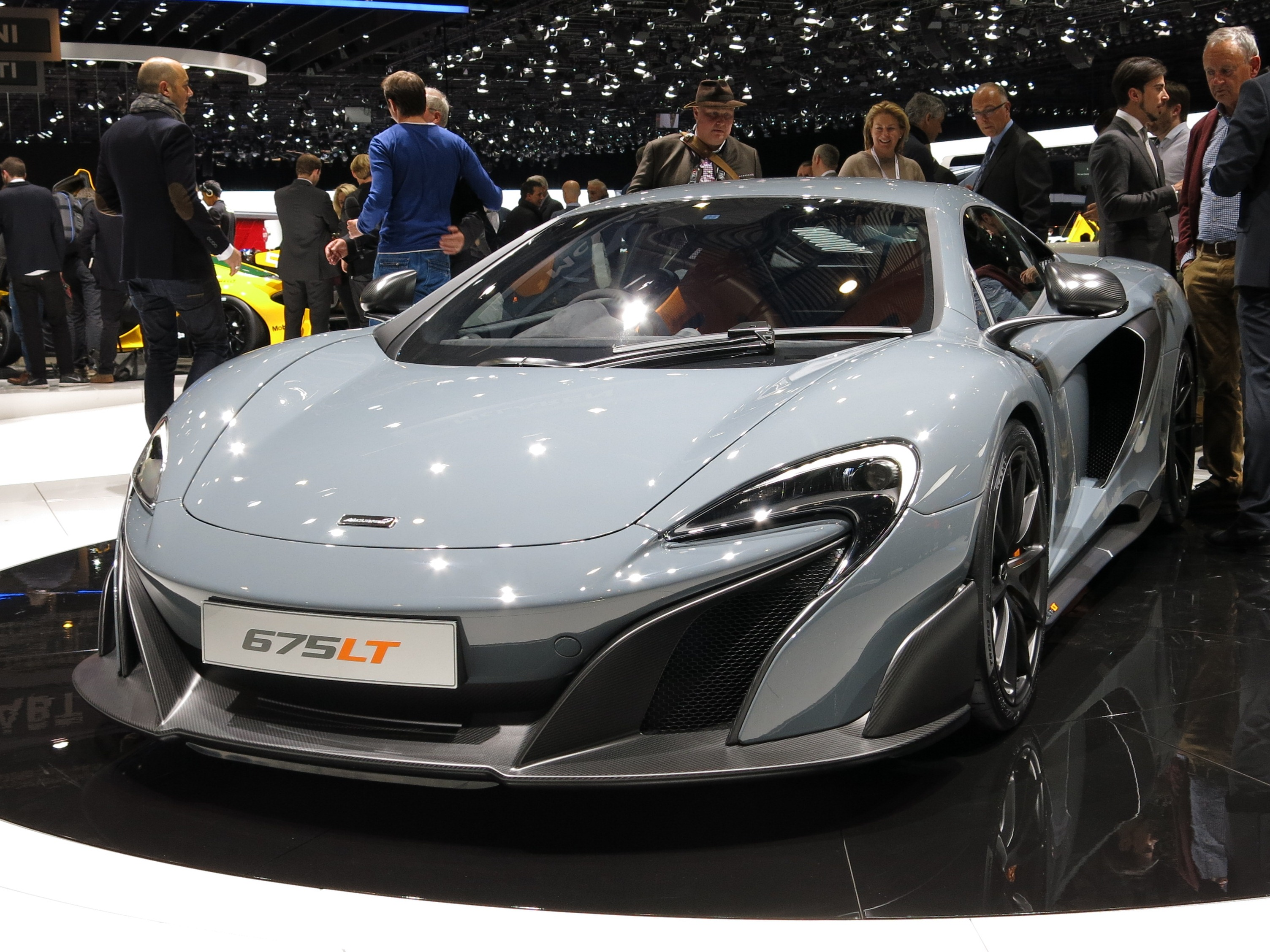
La McLaren 675-LT
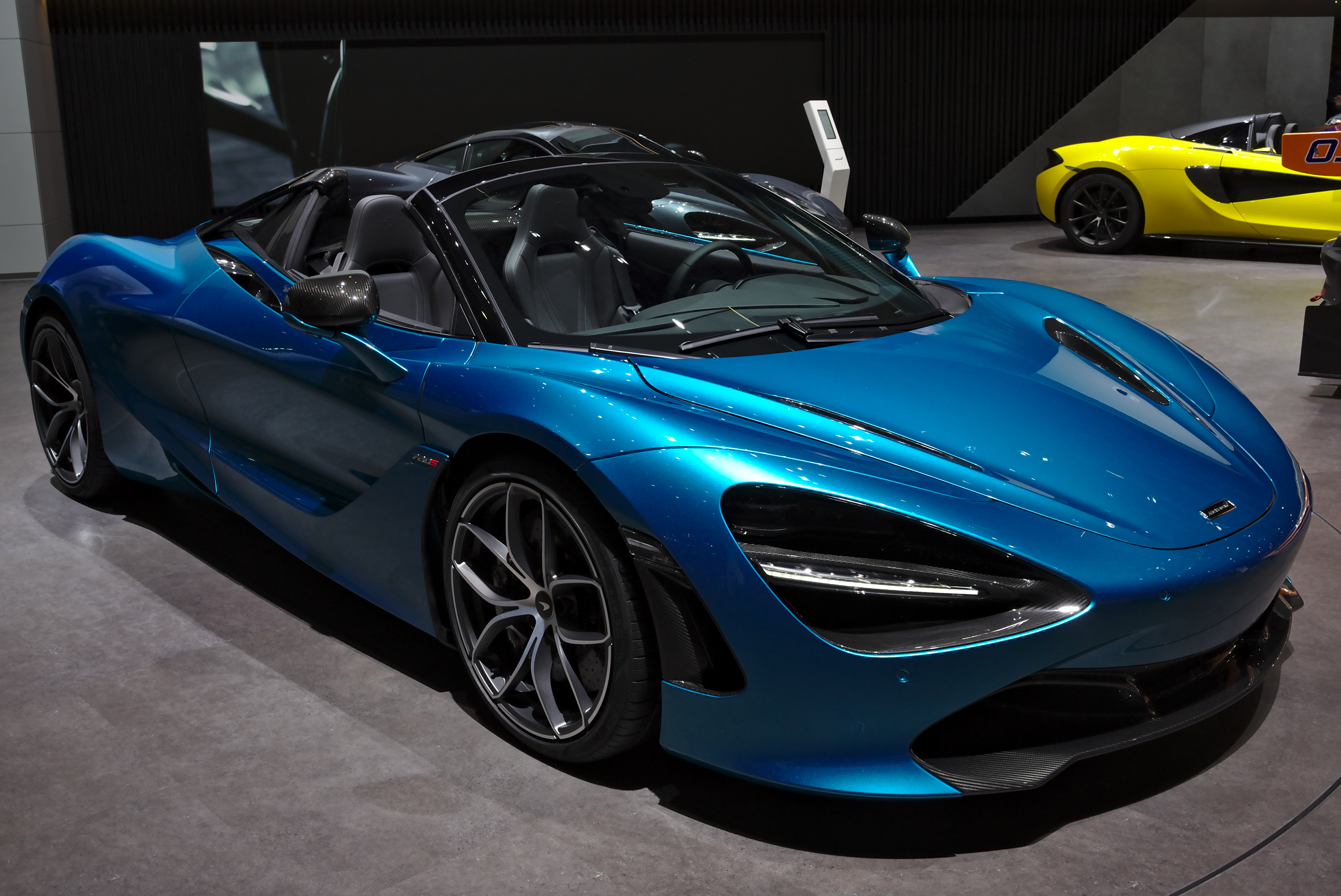
La McLaren 720S Spider
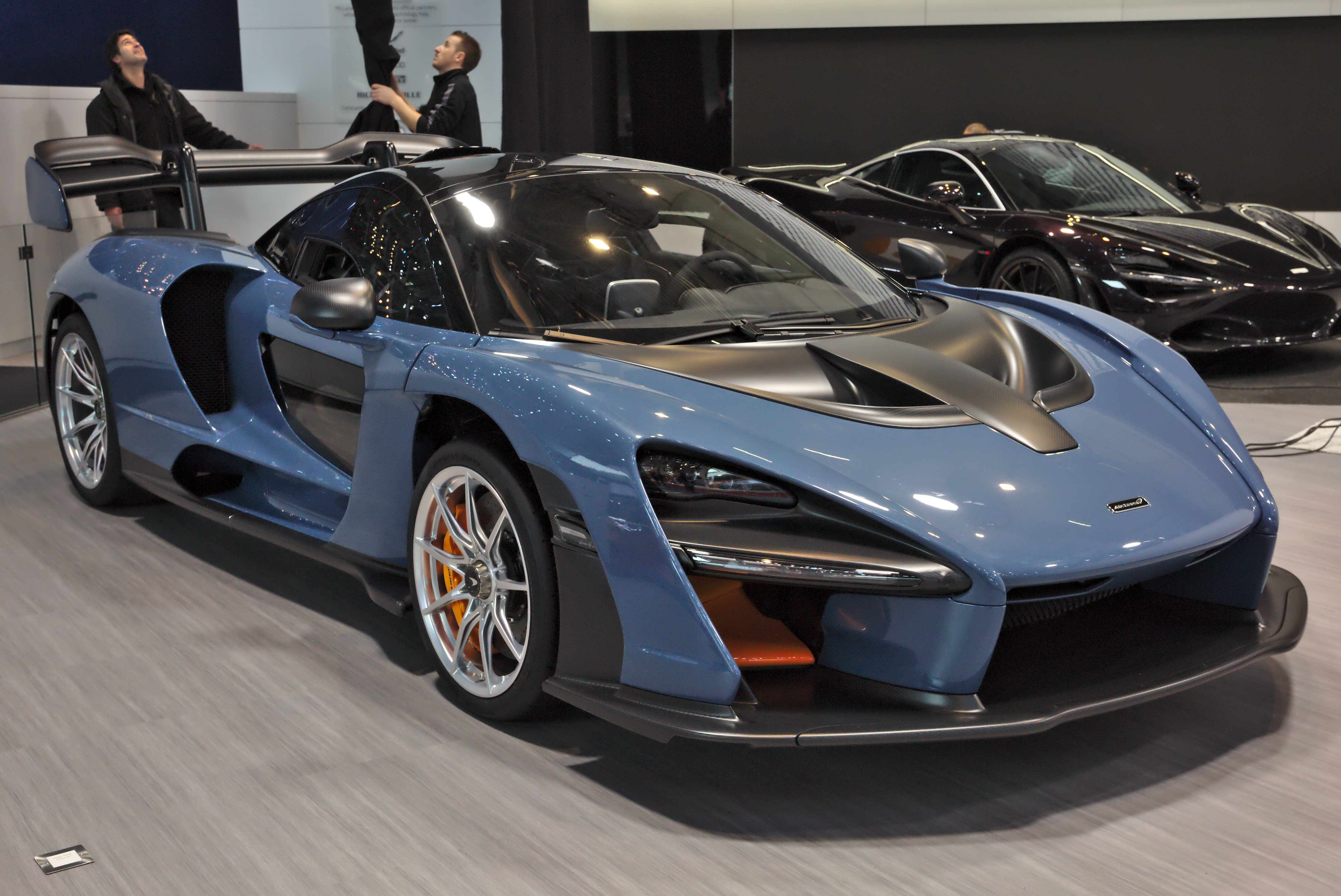
La McLaren Senna
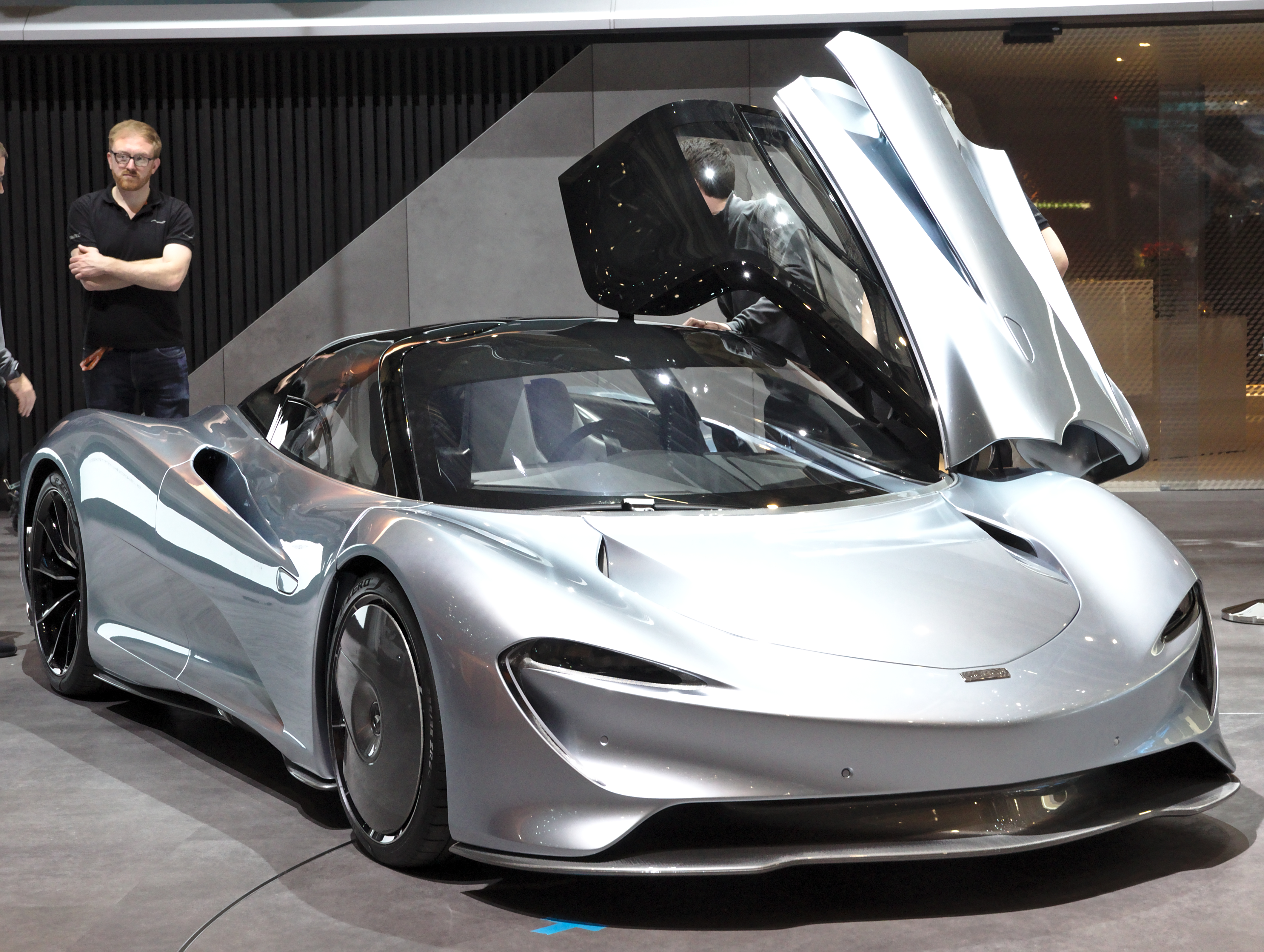
La McLaren Speedtail
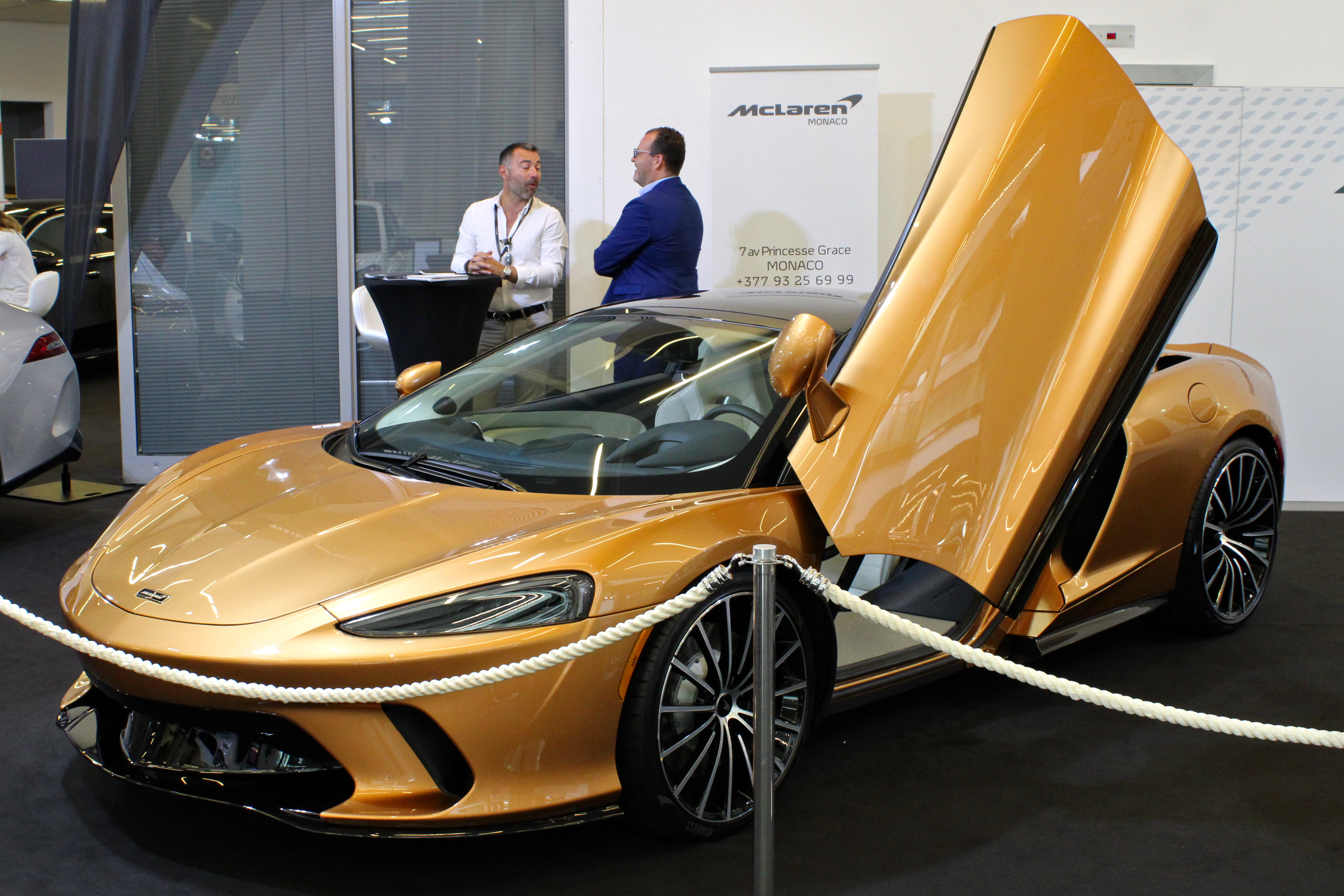
La McLaren GT